# منحنی چارکی
منحنی چارکی منحنی مسطحی است با درجه چهارم متغیرات. فرمول کلی منحنی‌های چارکی برابر است با:
{\displaystyle Ax^{4}+By^{4}+Cx^{3}y+Dx^{2}y^{2}+Exy^{3}+Fx^{3}+Gy^{3}+Hx^{2}y+Ixy^{2}+Jx^{2}+Ky^{2}+Lxy+Mx+Ny+P=0.}
این معادله ۱۵ عدد ثابت دارد. در اثر ضرب اعداد غیر صفر در جملات جبری معادله شکل منحنی تغییر نمی‌کند.